# 德勒地区韦尔
德勒地区韦尔（法語：Vert-en-Drouais）是法国厄尔-卢瓦尔省的一个市镇，属于德勒区。该市镇总面积9.7平方公里，2009年时的人口为1097人。

## 人口
德勒地区韦尔人口变化图示